# Општина Блажел (Сибињ)
Блажел (рум. Blăjel) општина је у Румунији у округу Сибињ.
Oпштина се налази на надморској висини од 428 m.